# I Korpus Ukraiński
I Korpus Ukraiński – korpus wojska ukraińskiego, powstały wskutek ukrainizacji XXXIV Korpusu Armii Rosyjskiej pod dowództwem generała Pawła Skoropadskiego.
XXXIV Korpus składał się w owym czasie z rosyjskich 104 i 153 dywizji piechoty, i zajmował stanowiska na linii frontu wzdłuż Zbrucza w okolicach Satanowa. Ukrainizacja Korpusu została wykonana 18 lipca 1917. 23 lipca generał Skoropadski otrzymał rozkaz wyprowadzenia korpusu w okolice Międzyboża i przeprowadzenia jego reorganizacji.
Sztab ulokowano w zamku, oddziały w miasteczku, oraz w obozie obok miasteczka. Na początek wszystkich Rosjan, członków rad żołnierskich oraz Żydów skierowano do XLI Korpusu armii rosyjskiej. Następnie na wakujących stanowiskach obsadzono nowych oficerów i podoficerów. Zorganizowano szkołę oficerska i podoficerską, rozpoczęto szkolenia żołnierzy z musztry, taktyki, strzelectwa, minowania.
Pod koniec września 1917 Korpus zakończył reorganizację i otrzymał nazwę I Korpus Ukraiński i oznaczenia w postaci błękitnych naramienników ze złotym obszyciem.
W końcu września Korpus miał wyruszyć na front, jednak wybuch rewolucji październikowej wstrzymał te plany. Po utworzeniu Ukraińskiej Centralnej Rady Skoropadski uznał jej zwierzchnictwo nad wojskiem, i część oddziałów Korpusu zamiast na front, wyruszyła do Kijowa w celu ochrony Rady.
W listopadzie rządom Centralnej Rady zagroził zbolszewizowany II Korpus Gwardyjski pod dowództwem Jewhenii Bosz, stacjonujący w rejonie Winnicy, jednak oddziały I Korpusu Ukraińskiego opanowały linie kolejowe Żmerynka-Koziatyn i Szepetówka-Kijów, i nie dopuściły do przyjazdu do Kijowa, a nawet go rozbroiły, a żołnierzy wysłały do Rosji.
Ponieważ władze Centralnej Rady nie czyniły żadnych kroków w kierunku organizacji armii ukraińskiej, i nie posiadały ku temu środków, w styczniu 1918 generał Skoropadski ustąpił ze stanowiska, a oddziały Korpusu zostały porozsyłane do różnych miast Ukrainy w celu służby garnizonowej. Wskutek tego Korpus przestał istnieć.